# Stazione di Marino del Tronto-Folignano
La stazione di Marino del Tronto-Folignano è una fermata ferroviaria posta sulla linea Ascoli Piceno-San Benedetto del Tronto. Serve principalmente il quartiere di Marino del Tronto, ad est della città di Ascoli Piceno e il limitrofo comune di Folignano.

## Storia
La fermata venne disattivata e in seguito riattivata il 29 ottobre 1939.